# Hoogvenne
Hoogvenne is een Tilburgse wijk gelegen in het stadsdeel Oud-Zuid.
Hoogvenne grenst rechtstreeks aan het stadsdeel Binnenstad en de wijken Armhoef, Fatima (beide in Oud-Zuid) en Loven (stadsdeel Tilburg Oost). Het is vooral een woonwijk (zowel huur- als koophuizen), met voornamelijk vooroorlogse gebouwen.
In de wijk Hoogvenne huizen onder meer de faculteiten van de 'sociaal pedagogische opleiding' en 'mens en media' van de Universiteit van Tilburg en de 'School voor Speciaal Basisonderwijs Hoogvenne' (SIO Hoogvenne). Verder bevinden popcentrum 013, FAxx en het Regionaal Archief Tilburg zich in de wijk.